# شورلت سیلورادو
شورلت سیلورادو (به انگلیسی: Chevrolet Silverado) یکی از مدل‌های وانت سنگین شرکت شورلت است. شورلت سیلواردو بعد از فورد رپتور دومین وانت بزرگ بزرگ سایز پر فروش در ایالات متحده آمریکا است.
شورلت سیلواردو بعد از وانت فورد رپتور دومین وانت بزرگ سایز پر فروش ایالات متحده آمریکا است.
گزینه‌های موتور
موتور ۶٫۰ لیتری V8 بنزینی که ۳۶۰ اسب بخار قدرت و ۳۸۰ پوند بر فوت گشتاور تولید می‌کند.
یک موتور بنزینی ۶٫۶ لیتری V8 تزریق مستقیم که ۴۰۱ را ارائه می‌کند اسب بخار و ۴۶۴ پوند بر فوت گشتاور.
متصل به گیربکس شش سرعته اتوماتیک 6L90.
دورامکس ۶٫۶ لیتری توربو دیزل که ۴۴۵ اسب بخار قدرت و ۹۱۰ پوند بر فوت گشتاور تولید می‌کند.
این به گیربکس ۱۰ سرعته اتوماتیک آلیسون متصل است.

## نگارخانه

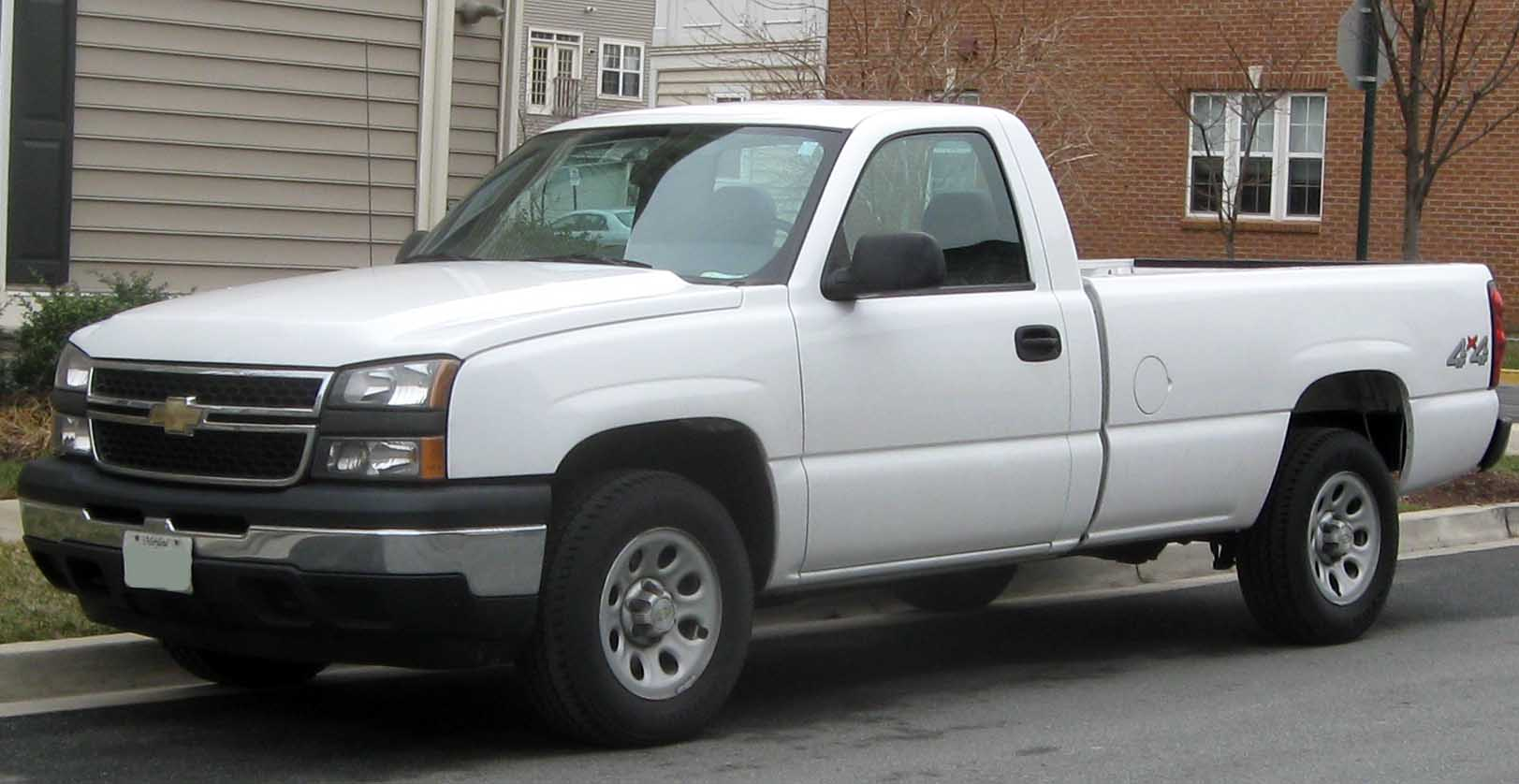
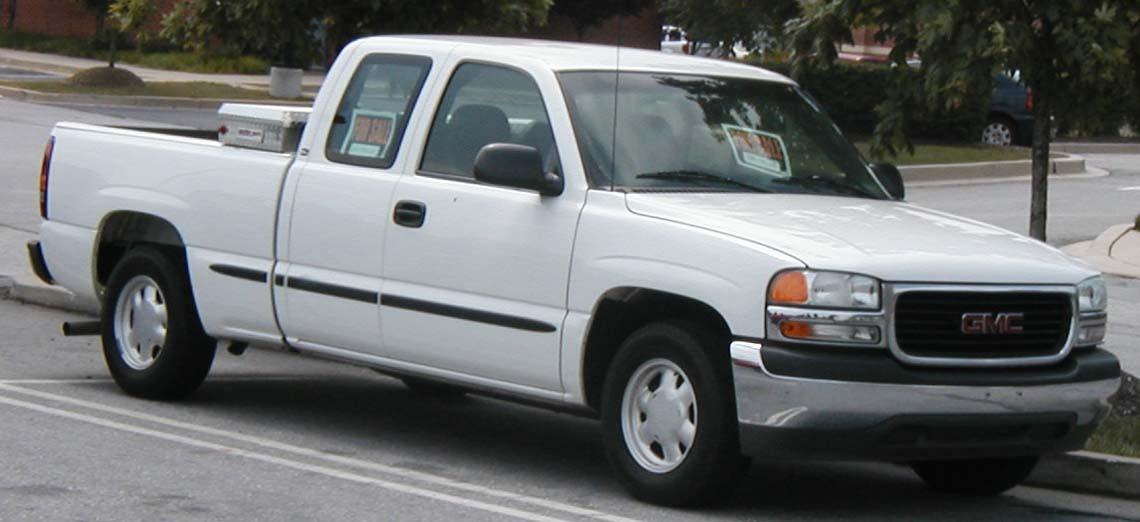
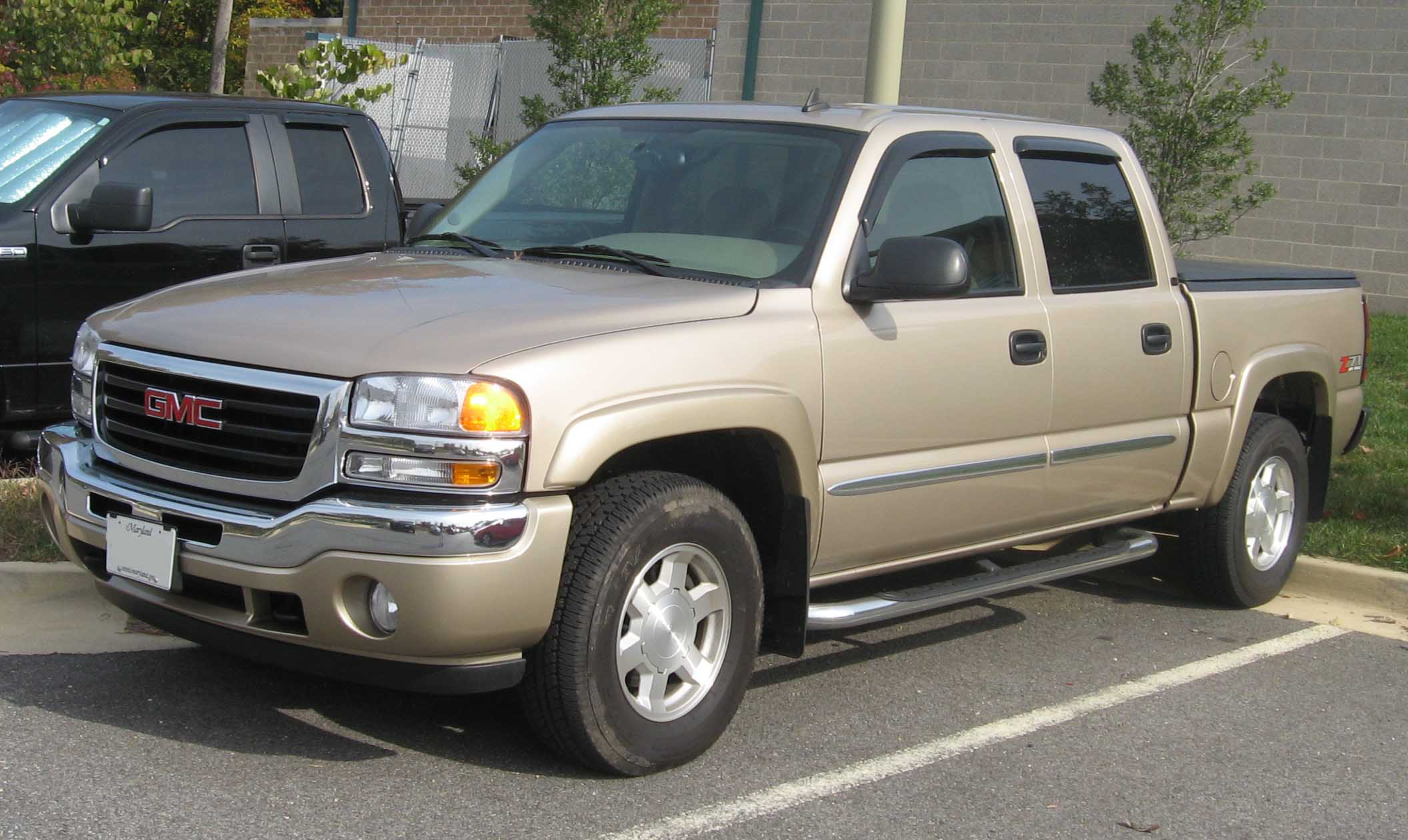

## یادداشت
1. ↑  "Top 4 Heavy Duty Pickup Trucks". Autobidmaster. July 5, 2021.